# أنجوس (نيو ساوث ويلز)
أنجوس هي إحدى ضواحي سيدني في ولاية نيو ساوث ويلز بأستراليا. تقع شمال غرب مدينة سيدني في منطقة الحكومة المحلية في بلاكتاون.

## تاريخ
تقع أنجوس في أرض البلاد التقليدية للسكان الأصليين. وأصبحت كضاحية في 7 سبتمبر 2020 ونُشرت في 6 نوفمبر 2020. وقبل ذلك، كانت المنطقة جزءًا منمارسدن بارك و ريفرستون. إن أصل اسم الضاحية مأخوذة من اسم الرئيس السابق لمجلس بلاكتاون شاير الذي شغل بين عامي 1917-1920.